# اد ویکتور
اد ویکتور (انگلیسی: Ed Victor; ۹ سپتامبر ۱۹۳۹ – ۷ ژوئن ۲۰۱۷) روزنامه‌نگار اهل ایالات متحده آمریکا بود.